# Monticelli Brusati
Monticelli Brusati là một đô thị thuộc tỉnh Brescia trong vùng Lombardia ở Ý. Đô thị này có diện tích 10 km², dân số 3605 người.
Đô thị này giáp với các đô thị sau: Iseo (Italia), Ome, Passirano, Polaveno, Provaglio d'Iseo, Rodengo-Saiano.